# Семёновское (сельское поселение Замошинское)
Семёновское — село в Можайском районе Московской области, в составе сельского поселения Замошинское. До 2006 года Семёновское было центром Семёновского сельского округа. В селе действует средняя школа, детский сад № 24, церковь Георгия Победоносца 1995 года постройки на месте разрушенного в середине XX века храма 1737 года постройки.
Село расположено на западе района, недалеко от границы со Смоленской областью, примерно в 23 км к юго-западу от Уваровки, на левом берегу реки Малая Воря, высота над уровнем моря 214 м. Ближайшие населённые пункты — Слащёво в 2 км на восток и посёлок Мира в 0,7 км на запад.
1 мая 2020 года селу присвоено почётное звание Московской области «Населённый пункт воинской доблести».

## Население
| 2002 | 2006 | 2010 |
| ---- | ---- | ---- |
| 791  | ↗923 | ↘851 |